# Список университетов и колледжей Гуанси
Ниже приведен список университетов и колледжей Гуанси-Чжуанского автономного района  (Китай).

## Обозначения
В статье используются следующие обозначения:
- Национальный: учебное заведение, управляемое одним из национальных ведомств.
- Провинциальный: учебное заведение, управляемое властями провинции.
- Частный: частное учебное заведение.
- Независимый: независимое учебное заведение.
- Ω (национальные ключевые университеты[англ.]): университеты имеющие высокий уровень поддержки со стороны центрального правительства КНР.

## Университеты
| Название                                              | Китайское название | Год  | Тип            | Город    | Ссылка                    | Примечания                                    |
| ----------------------------------------------------- | ------------------ | ---- | -------------- | -------- | ------------------------- | --------------------------------------------- |
| Университет Гуанси                                    | 广西大学           | 1928 | Провинциальный | Наньнин  | http://www.gxu.edu.cn     | Ω (недоступная ссылка) участник «Проекта 211» |
| Медицинский университет Гуанси                        | 广西医科大学       | 1934 | Провинциальный | Наньнин  | http://www.gxmu.edu.cn/   | (недоступная ссылка)                          |
| Университет Миньцзу Гуанси                            | 广西民族大学       | 1952 | Провинциальный | Наньнин  | http://www.gxun.edu.cn/   | (недоступная ссылка)                          |
| Университет традиционной китайской медицины Гуанси    | 广西中医药大学     | 1956 | Провинциальный | Наньнин  | http://www.gxtcmu.edu.cn/ | (недоступная ссылка)                          |
| Университет искусств Гуанси                           | 广西艺术学院       | 1938 | Провинциальный | Наньнин  | http://www.gxau.edu.cn/   | (недоступная ссылка)                          |
| Полицейский колледж Гуанси                            | 广西警察学院       | 1950 | Провинциальный | Наньнин  | http://www.gagx.com.cn/   | (недоступная ссылка)                          |
| Наннинский педагогический университет                 | 南宁师范大学       | 1953 | Провинциальный | Наньнин  | http://www.gxtc.edu.cn    | (недоступная ссылка)                          |
| Финансово-экономический университет Гуанси            | 广西财经学院       | 1960 | Провинциальный | Наньнин  | http://www.gxufe.edu.cn/  | (недоступная ссылка)                          |
| Научно-технологический университет Гуанси             | 广西科技大学       | 1958 | Провинциальный | Лючжоу   | http://www.gxut.edu.cn/   | (недоступная ссылка)                          |
| Педагогический университет Гуанси                     | 广西师范大学       | 1932 | Провинциальный | Гуйлинь  | http://www.gxnu.edu.cn/   |                                               |
| Гуйлинский технологический университет                | 桂林理工大学       | 1956 | Провинциальный | Гуйлинь  | http://www.glut.edu.cn/   |                                               |
| Гуйлинский университет электронных технологий         | 桂林电子科技大学   | 1960 | Провинциальный | Гуйлинь  | http://www.guet.edu.cn    | (недоступная ссылка)                          |
| Гуйлинский медицинский университет                    | 桂林医学院         | 1935 | Провинциальный | Гуйлинь  | http://www.glmc.edu.cn/   | (недоступная ссылка)                          |
| Гуйлинский университет аэрокосмических технологий     | 桂林航天工业学院   | 1979 | Провинциальный | Гуйлинь  | http://www.guat.edu.cn/   | (недоступная ссылка)                          |
| Гуйлиньский институт туризма                          | 桂林旅游学院       | 1985 | Провинциальный | Гуйлинь  | http://www.glit.cn/       |                                               |
| Чучжоуский университет                                | 梧州学院           | 1985 | Провинциальный | Учжоу    | http://www.gxuwz.edu.cn   | (недоступная ссылка)                          |
| Циньчжоуский университет                              | 钦州学院           | 1973 | Провинциальный | Циньчжоу | http://www.qzhu.edu.cn/   | (недоступная ссылка)                          |
| Юйлиньский педагогический университет                 | 玉林师范学院       | 1945 | Провинциальный | Юйлинь   | http://www.ylu.edu.cn     | (недоступная ссылка)                          |
| Университет Байсэ                                     | 百色学院           | 1938 | Провинциальный | Байсэ    | http://www.bsuc.edu.cn/   | (недоступная ссылка)                          |
| Юйцзянский медицинский колледж для национальностей    | 右江民族医学院     | 1958 | Провинциальный | Байсэ    | http://www.ymcn.gx.cn     | (недоступная ссылка)                          |
| Хэчжоуский университет                                | 贺州学院           | 1943 | Провинциальный | Хэчжоу   | http://www.hzu.gx.cn/     |                                               |
| Ичжоуский университет                                 | 河池学院           | 1959 | Провинциальный | Ичжоу    | http://www.hcnu.edu.cn    | (недоступная ссылка)                          |
| Научно-технический педагогический колледж Гуанси      | 广西科技师范学院   | 1958 | Провинциальный | Лайбинь  | http://www.gxlztc.net/    |                                               |
| Педагогический университет Гуанси для национальностей | 广西民族师范学院   | 1939 | Провинциальный | Чунцзо   | http://www.gxnun.net/     | (недоступная ссылка)                          |
| Наннинский университет                                | 南宁学院           | 1985 | Частный        | Наньнин  | http://www.nnxy.cn/       |                                               |
| Университет иностранных языков Гуанси                 | 广西外国语学院     | 2004 | Частный        | Наньнин  | http://www.gxufl.com/     | (недоступная ссылка)                          |
| Бэйхайский художественно-дизайнерский колледж         | 北海艺术设计学院   | 2000 | Частный        | Бэйхай   | http://www.sszss.com/     | (недоступная ссылка)                          |

### Другие
- Синьцзянский колледж наук и свободных искусств Университета Гуанси (广西大学行健文理学院). Наньнин. Независимый колледж. Основан в 2002 году.[1]
- Лицзянский колледж Педагогического университета Гуанси (广西师范大学漓江学院). Гуйлинь. Независимый колледж. Основан в 2002 году.[2]
- Факультет китайской медицинской науки Университета традиционной китайской медицины Гуанси (广西中医药大学赛恩斯新医药学院). Наньнин. Независимый колледж.[3]

## Колледжи
| Название                                                                         | Китайское название       | Год  | Тип            | Город    | Ссылка                     | Примечания                 |
| -------------------------------------------------------------------------------- | ------------------------ | ---- | -------------- | -------- | -------------------------- | -------------------------- |
| Наннинский профессионально-технический колледж                                   | 南宁职业技术学院         | 1984 | Провинциальный | Наньнин  | http://www.ncvt.net/       | НМВПК (недоступная ссылка) |
| Сельскохозяйственный профессионально-технический колледж Гуанси                  | 广西农业职业技术学院     | 1942 | Провинциальный | Наньнин  | http://www.gxnyxy.com.cn/  | (недоступная ссылка)       |
| Промышленный профессиональный колледж Гуанси                                     | 广西工商职业技术学院     | 1953 | Провинциальный | Наньнин  | http://www.gxgsxy.com/     | (недоступная ссылка)       |
| Промышленный профессионально-технический колледж Гуанси                          | 广西工业职业技术学院     | 1956 | Провинциальный | Наньнин  | http://www.gxic.net/       | (недоступная ссылка)       |
| Гуансийский спортивный колледж                                                   | 广西体育高等专科学校     | 1956 | Провинциальный | Наньнин  | http://www.gxtznn.com/     | (недоступная ссылка)       |
| Гуансийский электромеханический профессионально-технический колледж              | 广西机电职业技术学院     | 1958 | Провинциальный | Наньнин  | http://www.gxcme.edu.cn/   | (недоступная ссылка)       |
| Гуансийский строительный профессионально-технический колледж                     | 广西建设职业技术学院     | 1958 | Провинциальный | Наньнин  | https://www.gxjsxy.cn/     | (недоступная ссылка)       |
| Гуансийский профессионально-технический колледж связи                            | 广西交通职业技术学院     | 1958 | Провинциальный | Наньнин  | http://www.gxjzy.com/      | (недоступная ссылка)       |
| Профессионально-технический колледж Гуанси                                       | 广西职业技术学院         | 1965 | Провинциальный | Наньнин  | http://www.gxzjy.com/      | (недоступная ссылка)       |
| Электроэнергетический профессионально-технический колледж Гуанси                 | 广西电力职业技术学院     | 1979 | Провинциальный | Наньнин  | http://www.gxdlxy.com/     | (недоступная ссылка)       |
| Гуансийский профессиональный колледж экономики и торговли                        | 广西经贸职业技术学院     |      | Провинциальный | Наньнин  | http://www.gxjmzy.com/     | (недоступная ссылка)       |
| Гуансийский профессионально-технический колледж международного бизнеса           | 广西国际商务职业技术学院 | 2002 | Провинциальный | Наньнин  | http://www.gxibvc.net/     | (недоступная ссылка)       |
| Гуансийский профессионально-технический колледж водснабжения и электроэнергетики | 广西水利电力职业技术学院 | 2002 | Провинциальный | Наньнин  | http://www.gxsdxy.cn/      |                            |
| Гуансийский дошкольный педагогический колледж                                    | 广西幼儿师范高等专科学校 | 2009 | Провинциальный | Наньнин  | http://www.gxyesf.com/     | (недоступная ссылка)       |
| Лючжоуский профессионально-технический колледж                                   | 柳州职业技术学院         | 1984 | Провинциальный | Лючжоу   | http://www.lzzy.net/       | НМВПК                      |
| Гуансийский экологический инженерный профессионально-технический колледж         | 广西生态工程职业技术学院 | 1956 | Провинциальный | Лючжоу   | http://www.gxstzy.cn/      | (недоступная ссылка)       |
| Лючжоуский городской профессиональный колледж                                    | 柳州城市职业学院         |      | Провинциальный | Лючжоу   | http://www.lcvc.cn/        | (недоступная ссылка)       |
| Лючжоуский железнодорожный профессионально-технический колледж                   | 柳州铁道职业技术学院     |      | Провинциальный | Лючжоу   | http://www.lztdzy.com/     | (недоступная ссылка)       |
| Гуйлинский педагогический колледж                                                | 桂林师范高等专科学校     | 1938 | Провинциальный | Гуйлинь  | https://www.glnc.edu.cn/   | (недоступная ссылка)       |
| Бэйхайский профессиональный колледж                                              | 北海职业学院             | 2003 | Провинциальный | Бэйхай   | http://www.bhzyxy.net/     | (недоступная ссылка)       |
| Гуйганский профессиональный колледж                                              | 贵港职业学院             | 2003 | Провинциальный | Гуйган   | http://ggzy.net/           |                            |
| Профессиональное колледж Байсэ                                                   | 百色职业学院             | 2006 | Провинциальный | Байсэ    | http://www.bszyxy.com/     | (недоступная ссылка)       |
| Гуансийский современный профессионально-технический колледж                      | 广西现代职业技术学院     | 1995 | Провинциальный | Хэчи     | ttp://www.gxxd.net.cn/     |                            |
| Гуансийский экономический профессиональный колледж                               | 广西经济职业学院         | 2008 | Частный        | Наньнин  | https://www.gxevc.com/     | (недоступная ссылка)       |
| Гуансийский профессионально-технический колледж                                  | 广西演艺职业学院         | 1984 | Частный        | Наньнин  | http://www.gxart.cn/       | (недоступная ссылка)       |
| Гуйлинский ландшафтный профессиональный колледж                                  | 桂林山水职业学院         | 2003 | Частный        | Гуйлинь  | http://www.guolianweb.com/ |                            |
| Учжоуский профессиональный колледж                                               | 梧州职业学院             |      | Частный        | Учжоу    | http://www.wzzyedu.com/    | (недоступная ссылка)       |
| Гуансийский международный колледж талантов                                       | 广西英华国际职业学院     |      | Частный        | Циньчжоу | http://www.tic-gx.com/     | (недоступная ссылка)       |
| Гуансийский технический колледж                                                  | 广西工程职业学院         |      | Частный        | Пинго    | https://www.gxgcedu.com/   | (недоступная ссылка)       |
| Гуансийский научно-технологический колледж                                       | 广西理工职业技术学院     | 2007 | Частный        | Чунцзо   | http://www.gxlgxy.com/     |                            |
| Гуансийский городской профессиональный колледж                                   | 广西城市职业学院         | 2005 | Частный        | Фусуй    | http://www.gxccedu.com/    | (недоступная ссылка)       |
| Гуансийский профессиональный колледж науки и техники                             | 广西科技职业学院         | 2011 | Частный        | Фусуй    | http://www.gxute.org/      |                            |